# Réginald-André-Paulin-Edmond Jacq
Réginald-André-Paulin-Edmond Jacq, al secolo André Paulin Edmond (in religione Marie-Réginald) (Sèvres, 9 novembre 1905 – Parigi, 2 maggio 2001), è stato un vescovo cattolico e missionario francese.

## Biografia
André Paulin Edmond Jacq nacque a Sèvres il 9 novembre 1905. Entrò nell'ordine dei frati predicatori prendendo i voti semplici il 15 agosto 1927 e la professione solenne il 19 marzo 1932 assumendo il nome di Marie-Réginald.
Fu ordinato presbitero il 22 luglio 1934 ed inviato come missionario in Vietnam dove arrivò il 26 dicembre 1936. Svolse il suo ministero sacerdotale nelle missioni della provincia di Cao Bang.
L'8 luglio 1948 papa Pio XII lo nominò vescovo coadiutore del vicariato apostolico di Lạng Sơn e Cao Bằng assegnandogli la sede titolare di Cerasa. Ricevette l'ordinazione episcopale per imposizione delle mani del vescovo Félix Maurice Hedde il 30 novembre 1948.
La sua nomina fu richiesta e raccomandata dal vescovo Hedde, il quale aveva capito che con l'aggravarsi della guerra la missione evangelizzatrice sarebbe stata in pericolo particolarmente nelle remote regioni montuose.
Il 30 settembre 1949 monsignor Hedde delegò pienamente a lui il governo della diocesi.
Fu un pastore zelante e coraggioso, ricordato per essersi speso totalmente per l'evangelizzazione, visitando persino le comunità più lontane ed isolate, distribuendo personalmente le medicine ai più poveri ed aprendo un seminario minore nonché sfidando i pericoli derivati dalla sempre maggior instabilità politica.
Con la divisione del Vietnam in due stati nel 1954, la quasi totalità dei cristiani presenti nel nord emigrò nel Vietnam del Sud, tuttavia monsignor Jacq nonostante fosse uno straniero riuscì a rimanere nel territorio del vicariato per ben quattro anni prima di essere espulso definitivamente nel 1958.
Si stabilì a Saigon dove continuò l'attività missionaria e dedicandosi alla formazione dei seminaristi.
Il 4 maggio 1960 successe al governo pastorale del vicariato di Lạng Sơn e Cao Bằng. Fu vescovo per sette mesi ma, impossibilitato a governare direttamente la diocesi potendo comunicare solo per lettera, rassegnò le dimissioni il 24 novembre 1960. 
Fu padre conciliare durante il Concilio Vaticano II partecipando a tutte le quattro sessioni.
Visse nel Vietnam del Sud fino alla riunificazione del paese nel 1975, quando fu espulso e dovette tornare in Francia. Morì a Parigi 2 maggio 2001 all'età di 95 anni.

## Genealogia episcopale
La genealogia episcopale è:
- Patriarca Eliya XII Denha
- Patriarca Yukhannan VIII Hormizd
- Vescovo Isaie Jesu-Yab-Jean Guriel
- Arcivescovo Augustin Hindi
- Patriarca Yosep VI Audo
- Patriarca Eliya XIV Abulyonan
- Patriarca Yosep Emmanuel II Thoma
- Vescovo François David
- Arcivescovo Antonin-Fernand Drapier, O.P.
- Vescovo Félix Maurice Hedde, O.P.
- Vescovo Réginald-André-Paulin-Edmond Jacq, O.P.